# 绒毛太阳瓶子草
绒毛太阳瓶子草（学名：Heliamphora ciliata）是委内瑞拉特有的食虫植物。其种加词“ciliata”来源于拉丁文“cilium”，意为“绒毛”。绒毛太阳瓶子草仅少量分布于格兰·萨瓦纳的沼泽草地中，并与偏穗草科覆鳞属（Stegolepis）植物同域分布。绒毛太阳瓶子草的特别之处在于，其分布地海拔仅为900米。